# Kalaharilerche

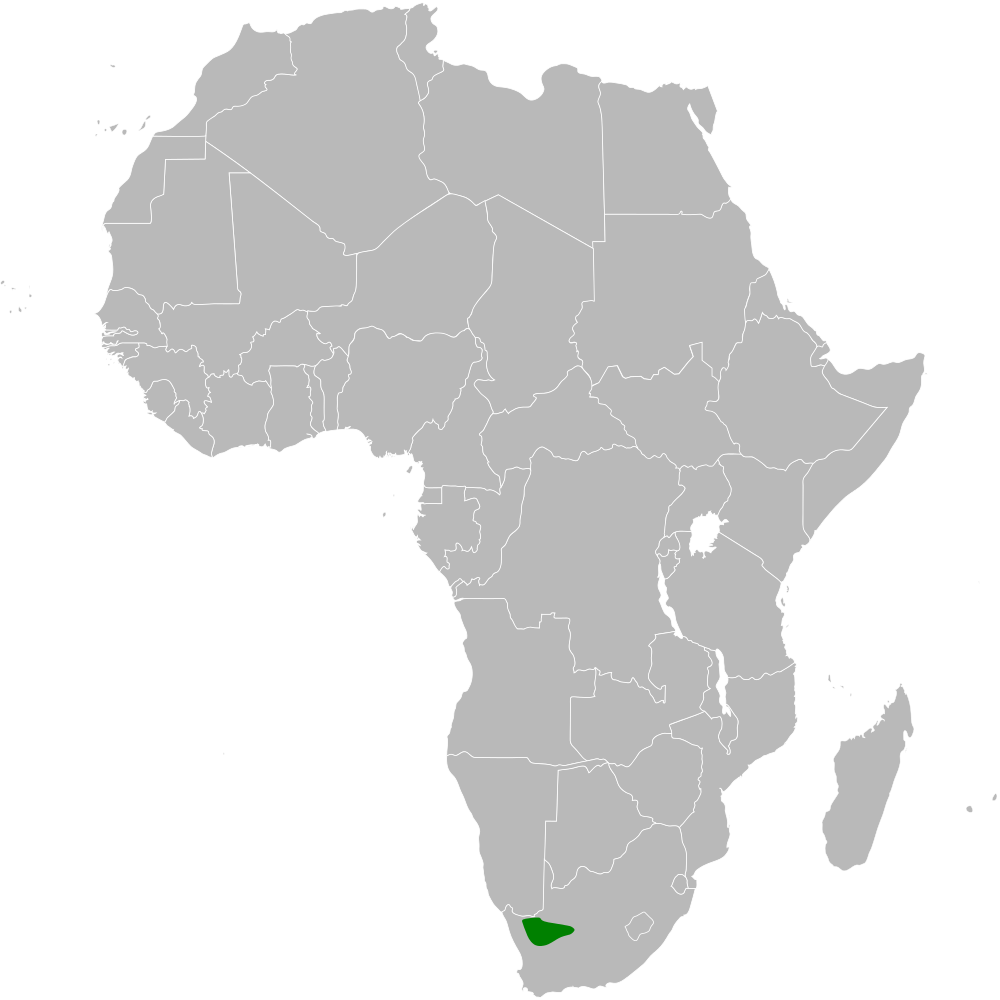
Verbreitungsgebiet der Kalaharilerche

Die Kalaharilerche (Calendulauda burra), früher auch Oranjelerche genannt, ist eine Vogelart der Gattung Calendulauda in der Familie der Lerchen (Alaudidae) und ist im Süden des afrikanischen Kontinents verbreitete.
Sie ist ungefähr so groß wie eine Feldlerche und hat einen langen Schwanz und einen kompakten Schnabel. Man unterscheidet keine Unterarten. Gemeinsam mit der Barlowlerche, der Karoolerche und der Rotdünenlerche bildet sie eine Superspecies.
Die Bestandssituation der Kalaharilerche wird als gefährdet (least concern) eingestuft. Grund für die Einstufung ist ein Verlust an geeignetem Lebensraum, so dass sie heute nur noch auf etwa 1000 Quadratkilometer vorkommt.

## Merkmale
Die Kalaharilerche erreicht eine Körperlänge von etwa 19 Zentimeter, wovon 6,6 bis 8,8 Zentimeter auf den Schwanz entfallen. Der Schnabel misst vom Schädel aus gemessen zwischen 1,5 und 1,72 Zentimeter. Kalaharilerchen wiegen zwischen 25 und 36 Gramm. Es besteht kein auffälliger Geschlechtsdimorphismus, Männchen sind allerdings etwas größer als die Weibchen. Rudolf Pätzold weist außerdem darauf hin, dass die Weibchen tendenziell etwas graurötlicher als die Männchen sind.
Die Kalaharilerche ist auf der Körperoberseite rötlichbraun gefärbt und weist kaum eine Strichelung auf. Der Mantel ist etwas dunkler als der Rücken. Das Gesicht zeigt ein auffälliges Muster: Der weiße Überaugenstreif beginnt an der Basis des Oberschnabels und verläuft zunächst nackenwärts, dann um die Ohrdecken und Wangen zurück bis zur Unterschnabelbasis. Der Zügel, sowie ein Wangen und ein Kinnstreif sind braunschwarz, der Bartstreif dagegen ist weiß. Die Wangen und die Ohrdecken sind braun. Das Kinn und die Kehle sind weißlich. Die Brust ist auf weißlichem Grund auffällig dunkelbraun und keilförmig gefleckt. Die übrige Körperunterseite ist weißlich.
Die Hand- und die Armschwingen sind dunkelbraun und weisen rotbraune Säume auf. Das Schwanzgefieder ist überwiegend schwarzbraun, davon hebt sich das mittlere Steuerfederpaar durch seine rotbraune Farbe ab. Die sechste (äußerste) Steuerfeder ist an der Außenfahne rotbraun gesäumt. Der Schnabel ist dunkel hornfarben, die Iris ist braun.

## Verwechslungsmöglichkeiten
Die Kalaharilerche hat Ähnlichkeit mit der Karoolerche (Calendulauda albescens), die auf der Brust ähnlich stark gemustert ist. Allerdings ist die Körperoberseite graubraun mit einer stärker ausgeprägten Strichelung.

## Verbreitungsgebiet der einzelnen Unterarten und Lebensraum
Die Kalaharilerche hat ein vergleichsweise kleines Verbreitungsgebiet. Sie kommt lediglich im Nordwesten der südafrikanischen Kapprovinz vor.
Der Lebensraum der Kalaharilerche sind Sanddünen und schütter bestandene Schieferböden. Zum Verbreitungsgebiet gehört die Kalahari.

## Lebensweise
Die Kalaharilerche frisst überwiegend Insekten und in geringerem Maße auch Samen. Zu den gefressenen Wirbellosen gehören Termiten, Schmetterlingslarven, Rüsselkäfer, andere Käfer und deren Larven, Heuschrecken und Ameisen. Sie frisst außerdem die Früchte von Bocksdornarten. Ihre Nahrung sucht sie ausschließlich auf dem Boden. Aufgeschreckte Kalaharilerchen fliegen kurz auf und suchen die nächste rote Sandfläche in Strauchnähe auf, wo die Gefiederfarbe Schutz vor Entdeckung bietet. Während der heißesten Phase des Tages suchen sie den Schutz von Büschen und Bäumen. Das Männchen singt von Ansitzwarten aus, zeigt aber auch den für viele Lerchenarten typischen Singflug. Dabei steigt es 15 bis 20 Meter mit fächerförmig gespreiztem und niedergedrücktem Schwanz auf.
Kalaharilerchen können ganzjährig zur Brut schreiten. Bei Vögeln, die im Westen des Verbreitungsgebietes leben, fällt die Hauptbrutzeit jedoch in den Zeitraum von August bis Oktober und bei Vögeln, die im Osten vorkommen, in den Zeitraum März bis Mai. Wie alle Lerchen ist auch die Kalaharilerche ein Bodenbrüter. Das Nest wird aus Gras gebaut. Das Gelege besteht aus zwei bis drei Eiern. Beide Elternvögel füttern die Nestlinge mit Heuschrecken und anderen Insekten.